# T14 (танк)
Это статья об американском танке, о российском танке см. Т-14
T14 — американский танк, разработанный совместно с Великобританией в 1942 году. Отличался неплохой на тот момент бронёй и имел бортовые экраны. Однако в серийное производство не пошёл.

## Проектирование
30 марта 1941 года состоялось совместное заседание представителей артиллерийского департамента Армии США, Абердинского полигона и британской танковой миссии. Обсуждался вопрос штурмового танка с достаточной бронезащитой. Британцы проявили острую заинтересованность в такой машине. Тем не менее, на то время танковые войска США не видели в штурмовом танке (танке прорыва по советской классификации того же периода) особой необходимости. В итоге приняли решение, что США и Британия разработают и соберут по два прототипа штурмового танка, после чего стороны поменяются машинами и подвергнут их испытаниям. Британская машина должна была основываться на английском крейсерском танке Mark VIII, а американская машина на базе М4. В мае 1941 года артиллерийский комитет подготовил детальные тактико-технические характеристики будущей машины, дав ей название штурмовой танк Т14. Абердинскому полигону поручили разработать предварительные чертежи и собрать деревянный макет танка. К тому времени британцы заявили, что нуждаются в 8500 штурмовых танках.
В июне 1941 года сотрудники Абердинского полигона подготовили предварительные чертежи и American Locomotive Company поручили доработать дизайн и изготовить две пилотные машины. Оба пилота изготовили из сварной брони, но проектом предусматривалось так же возможность литья. Первоначально предусматривалось использовать двигатель Ford V-8, но учтя, что в будущем он может быть заменён на Ford V-12, когда новый двигатель будет готов. Силовая передача осталась от танка М4 за исключением передаточного числа, которое увеличили с 2,84:1 до 3,57:1. Изначально предусматривалась подвеска с листовыми пружинами, однако в силу производственных возможностей остановились на горизонтальных спиральных пружинах с траками шириной 65,405 см от тяжёлого танка М6. На гусеницу приходилось три тележки, однако в отличие от первоначального предложения сотрудников из Абердина, все катки были диаметром 45,72 см. Подвеска защищалась бронеюбкой толщиной 1,27 см, что в сумме с нижней 6,35 см бортовой бронёй давало эквивалент 7,62 см. Верхняя часть бортов имела толщину всего 5,08 см под углом 30 градусов от вертикали. Лобовая броня варьировалась от 10,16 см над дифференциалом и бортовыми редукторами до 5,08 см под углом 60 градусов перед водителем. Корма имела толщину 5,08 см. Толщина брони литой башни — 7,62 см под углом 30 градусов спереди и 10,16 см вертикальной брони по бортам и на корме.
Т14 вооружался той же 75 мм пушкой М3 на лафете М34А1, что и на танке М4. Тем не менее, в июле Абредин получил указание подготовить чертежи для установки 105 мм гаубицы. Кроме этого предполагалось в будущем установка 76 мм и даже 90 мм пушки. Погон башни был, как и у Шермана — 175,26 см. Кроме спаренного пулемёта .30 калибра (7,62 мм), устанавливался ещё зенитный пулемёт на командирской башенке. Сначала зенитный пулемёт был .50 калибра (12,7 мм), затем его заменили более слабым 7,62-мм, однако по мере того изменилась концепция зенитного вооружения решили вернуть крупнокалиберный пулемёт. Курсовой пулемёт предусматривался очень мощным — 12,7-мм, но вместе с ним устанавливался адаптер для перехода на 7,62-мм. В отличие от Шермана курсовой пулемёт получил телескопический прицел. В ноябре 1941 года изготовили деревянный макет боеукладки, а в апреле 1942 года её конструкция была готова.
В июле 1942 года в Абердин доставили опытный прототип танка № 1. Через месяц туда же прибыл и второй опытный прототип. При весе около 47 тон танки развивали скорость около 24 миль в час (38,624256 км/ч). Абердинские испытания выявили необходимость во множестве усовершенствований. Обслуживание танка было затруднено плохим доступам ко многим узлам и агрегатам. Гусеницы легко слетали и трудно регулировались, частично из-за бронеюбки. Подвижность танка была признана недостаточной, поэтому Абердин рекомендовал больше не возвращаться к развитию танка Т14. В ноябре 1942 года первый пилот отправили в Форт Нокс, а второй танк отправился в Британию, где он сегодня и находится в экспозиции Танкового музея Королевского танкового корпуса в Бовингтонском лагере в Дорсете.
Когда танк Т14 поступил англичанам на испытания, то данная концепция танков их уже не интересовала. Танк так и остался пилотным.
Танковые войска США никогда не хотели Т14 и программа снабжения Армии от 1 сентября 1942 года даже не предусматривала его производство. Начальник артиллерийского департамента получил указание отменить договорённости с General American Transportation Company (GATX) на ежемесячный выпуск 250 танков Т14. Тогда было решено продолжать экспериментальные работы над опытными танками, но OCM 26038 от 14 декабря 1944 года рекомендовало полностью закрыть проект Т14.

## Появления в играх
Появился в игре War Thunder и War Thunder Mobile. Присутствует в игре World of Tanks Blitz в качестве премиального тяжёлого танка 5 уровня.